# Podnoszenie ciężarów na Letnich Igrzyskach Olimpijskich 1896 – podnoszenie ciężarów jednorącz

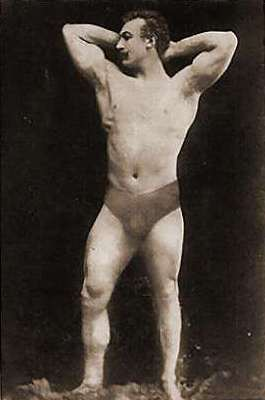
Mistrz olimpijski – Launceston Elliot

Konkurencja podnoszenia ciężarów jednorącz na Igrzyskach Olimpijskich w Atenach w 1896 roku odbyła się 7 kwietnia. Konkurencja ta była jedną z dwóch rozegranych w ramach zawodów w podnoszeniu ciężarów, obok podnoszenia ciężarów oburącz. Każdy z zawodników miał trzy podejścia. Następnie do finału awansowało trzech zawodników, którzy otrzymali trzy kolejne próby.
Konkurencja odbyła się po zakończeniu podnoszenia ciężarów oburącz. Zawodnicy dźwigali techniką podobną do dzisiejszego rwania. Ciężar należało podnieść kolejno najpierw jedną ręką, a następnie drugą. Zawody wygrał Launceston Elliot ze znaczną przewagą nad pozostałymi sztangistami, jednak Viggo Jensen startował z kontuzją, której nabawił się podczas konkursu podnoszenia ciężarów oburącz. Aleksandros Nikolopulos uzyskał 57 kg – tyle samo co Jensen, jednak drugą ręką podniósł zaledwie 40 kg i ostatecznie zajął trzecie miejsce.

## Wyniki
| lp. | Zawodnik                | Kraj             | Wynik       | Uwagi |
| --- | ----------------------- | ---------------- | ----------- | ----- |
| 1.  | Launceston Elliot       | Wielka Brytania  | 71 kg       |       |
| 2.  | Viggo Jensen            | Dania            | 57 kg       |       |
| 3.  | Alexandros Nikolopoulos | Królestwo Grecji | 57 kg/40 kg |       |
| 4.  | Sotirios Wersis         | Królestwo Grecji | 40 kg       |       |